# Arena Politieke Partij
De Arena Politieke Partij (APP) is een politieke partij in Suriname.
De APP werd opgericht in 2002. Doordat de bestuursleden overstapten naar andere partijen, kende de partij eerst geen vervolg en moesten zaken opnieuw georganiseerd worden.
De verkiezingen van 2025 zijn de eerste waarin de partij leden heeft gekandideerd, met op dat moment Firosh Abdoelaziz als voorzitter en lijsttrekker. Terwijl de partij zich medio februari 2025 wilde inschrijven, werd er een inbraak gepleegd in de auto waarbij de verkiezingsformulieren werden ontvreemd. De inschrijving werd toen in allerijl handgeschreven ingediend. De waarborgsom van 520.142 SRD (circa 13.000 euro) werd betaald door een Nederlandse ondernemer.
De reden van bestaan van de partij is volgens Abdoelaziz de situatie in Suriname, die na vijftig jaar onafhankelijkheid niet is verbeterd. Hier wil de partij verandering in brengen.